# Ricardo Gutiérrez (giocatore di calcio a 5)
Ricardo Gutiérrez (22 novembre 1961) è un ex giocatore di calcio a 5 costaricano.

## Carriera
Gutiérrez ha disputato il FIFA Futsal World Championship 1992 in cui la nazionale costaricana è stata eliminata nel girone del primo turno comprendente Brasile, Belgio e Australia.